# Шерги (остров)
Шерги (араб. جزيرة شرقي‎) — наибольший из островов Керкенна у восточного побережья Туниса, в заливе Габес.
Главный город на острове — Эр-Ремла. Через пролив Керкенна находится крупный город Сфакс.
В переводе с арабского название Шерги значит «восточный», что противопоставляет его другому основному острову архипелага — Гарби (то есть, «западный»).